# Чудниця
Чу́дниця — село в Україні. у Гощанській селищній громаді Рівненського району Рівненської області. Знаходиться за 4 км від центру громади смт. Гоща. У 180 селянських господарствах Чудниці мешкає близько 600 чол. В селі розміщені: центральна садиба агрофірми «Мир», Свято — Параскевська церква, Будинок культури, бібліотека, комплекс «Школа — дитячий садок», фельдшерсько-акушерський пункт, заклади торгівлі, виробничі підрозділи агрофірми «Мир» — відділок, зернотік, тваринницька ферма, автотракторний парк, млин, пилорама, птахоферма.

## Географія
Селом протікає річка Рудка.

## Історія села

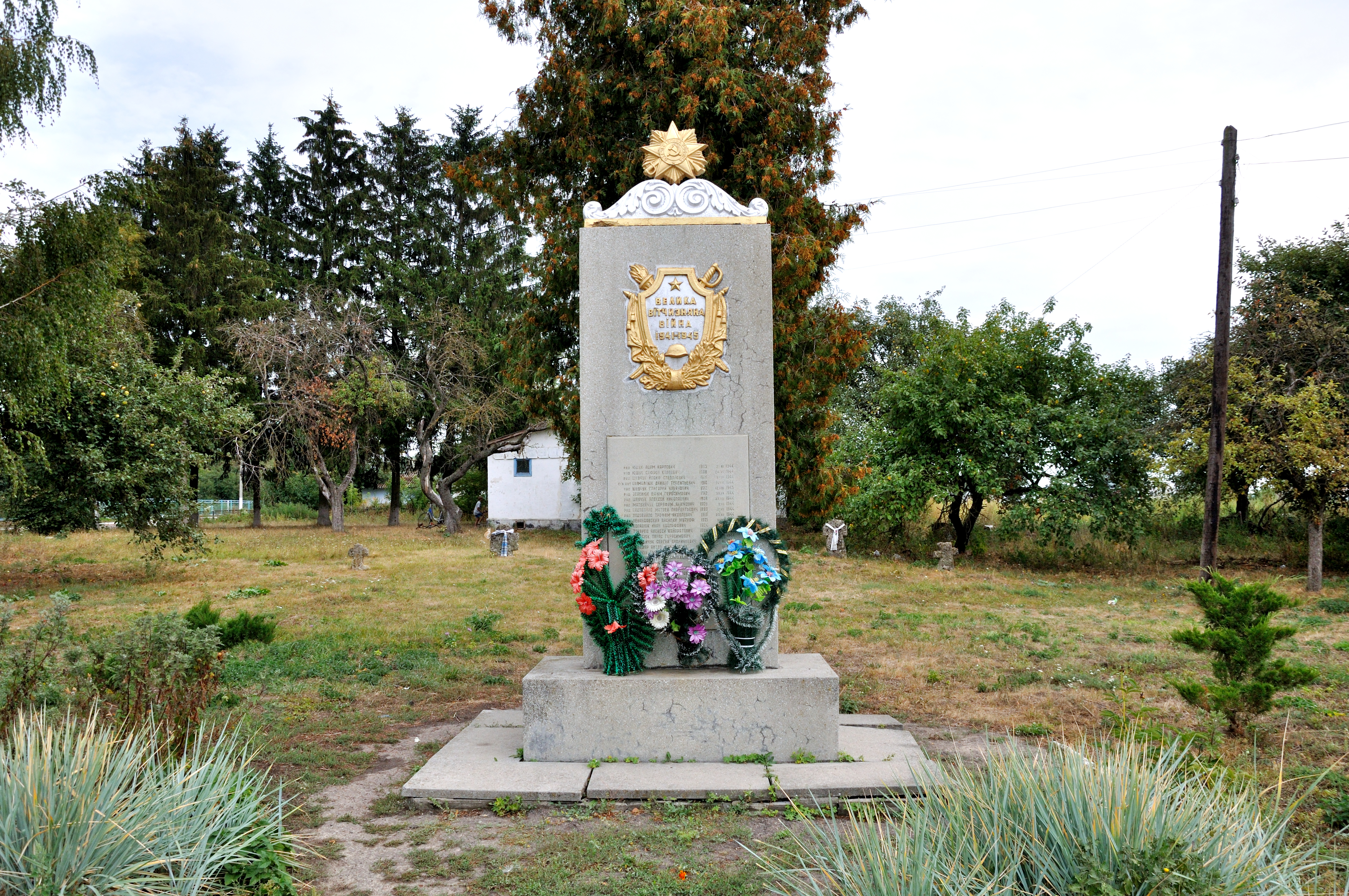
Пам'ятник воїнам-односельчанам, с. Чудниця, 1.jpg

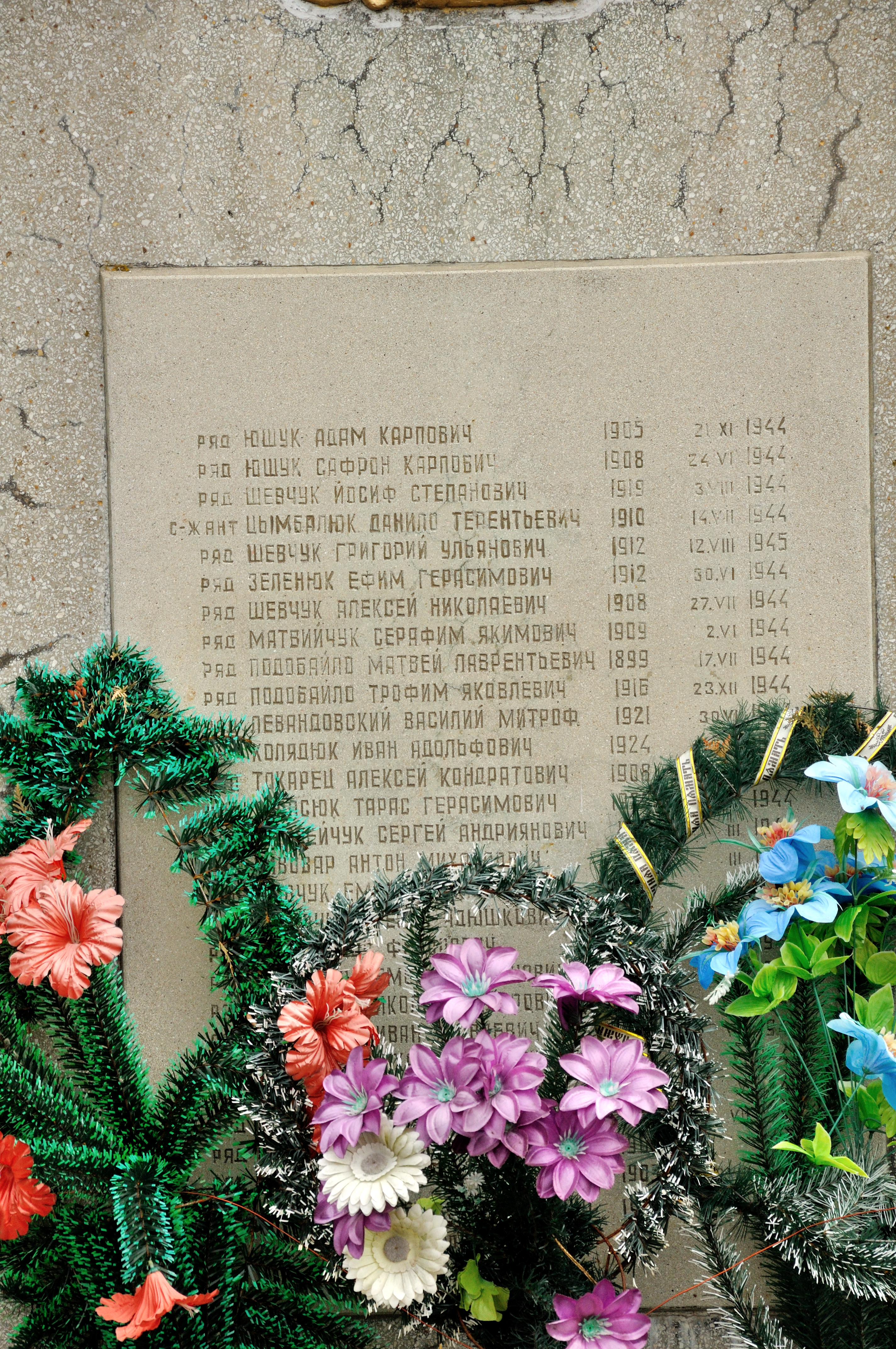
Пам'ятник воїнам-односельчанам, с. Чудниця, 2.jpg

Неподалік від сучасної Чудниці у 1988 році археологи на правому березі Горині виявили поселення періодів бронзи і раннього заліза. Тут є також сліди проживання людей за часів Київської Русі. Про це свідчать і кам'яні та крем'яні знахідки побуту й мисливства періоду первісно-общинного ладу. Тож можна стверджувати, що у цих місцях давно з'явилися люди. Проте оселилися на сучасній території села значно пізніше.
Причиною може бути те, що спершу племена, а потім володарі Дорогобужа й Гощі не дозволяли вирубувати ліси, що міцною стіною стояли на правому березі Горині на величезних площах і собою затуляли східно-північний простір від раптового нападу ворогів. Найімовірніше, що родючі землі під поля тут почали люди освоювати за литовсько-польської доби. Зокрема, при володінні цими просторами князів Острозьких, які на території Середнього Погориння успішно використовували річки для перевезення баржами й човнами деревини, зерна, шкіри диких звірів, меду та воску до Києва і західноєвропейських міст.
До подібної торгівлі вдавався й хрещений Олізар Кирдей та його спадкоємці, що мали королівські наділи в Погоринні. Хтось з них чи їх спільників й заснували Чудницю. За переказами, що дійшли з давнини до наших днів, то був якийсь пан Чудник з Гощі. У такий спосіб на вільних від лісів площі на південь від Чудниці неподалік оселився і пан чи його вірний слуга Ян (Іван), утворивши хутір Янівку (Іванівну, Світлоянівку). Від тих першопоселенців і походять назви села й цього хутора.
Перша документальна згадка про Чудницю датована 1570 роком, це село тоді і дещо пізніше заодно з Воскодавами, Мнишином, Вірковим, Володимирівкою було власністю Івана Кирдея-Мильського. Цей пан, як свідчать інші записи, в 1583 році платив до державної казни податок з кожного диму (житла) і городу. А перейшло до його рук село з якихось важливих на те причин, можливо, й після чергового нападу татаро-монгольської орди, котра повбивала чи полонила місцеве населення і його господарів, попалила будівлі. Бо, як згадується у праці Миколи Теодоровича «Історико-статистичний опис церков і приходів Волинської єпархії», Кирдеї оселилися у нашім краї «на пустопорожніх землях». Такими вони могли стати тільки після руйнування татаро-монголами. Від рук нахабних і озвірілих кочівників, мабуть, загинув і засновник Чудниці.
Багатствами цього та довколишніх сіл Кирдеї володіли, передаючи у спадок від покоління до покоління, більше двох століть. Потім і вони, надбавши великі маєтності, не змогли ними розпорядитися. Також були розорені. Виною тому, вочевидь, стала козацько-селянська війна з польськими поневолювачами України. Бо відомо, що у той бурхливий період в Чудниці перебував великий загін повстанських військ спершу Максима Кривоноса, а потім Івана Богуна. Є відомості, що козаки тут перепочивали після невдалої битви під Берестечком у 1651 році. Тоді від ран померло три полковники Богдана Хмельницького. Козаки, поховавши своїх бойових побратимів на сільському кладовищі (нині центр села), звели капличку, яка простояла понад 300 років (зруйнована партійно-радянським активом в 1962 p.), встановили кам'яні хрести, що збереглися й досі. Нині тут вибудовано меморіальний комплекс.
Розорений Кирдей-Мильський змушений продавати село і землю. Покупцем став заможний поміщик, що деякий час жив у Гощі, на прізвище Кв'ятковський. Мабуть, у післявоєнний період в цьому селі не вистачало робочих рук. Бо новий власник у селі Тудорів закупив більше десяти багатодітних кріпацьких сімей. Перевіз їх до Чудниці. Оселив на котромусь з хуторів (крім Іванівни Янівки, були Зарічка, Ступища, Польце, Одбережки).
Наприкінці XVIII — початку XIX століття Чудницею володіли поміщики Іпохорські-Ленкевичі, Октавія Валевська, яка віддала землі в оренду Олександру Злотницькому. Потім багатствами у селі володів поміщик Ісаков. Він оновив й розширив стави, побудував суконну фабрику, заклав панський маєток з парком і садом. А в роки польської окупації 1920—1939 років все це перейшло до рук пана Неймана. Щоправда він володів лише частиною полів, маючи у своєму віданні 90 гектарів землі.
Крім панів, у селі знайшлося немало кмітливих людей, які серйозно бралися за сільськогосподарське та промислове виробництво. Зокрема, село Чудницю і хутір Янівку розділяв великий став. На річечці була створена висока гребля і води ставу, спливаючи, приводили в рух технологічне обладнання млина, якого орендував у громади Артем Климець. Неподалік стояв вітряк, цегельний завод підприємця Лайзера. А посеред села — давня корчма. Кажуть місцеві люди, що в тій корчмі колись зупинялися чумаки, що возили сіль з півдня — від самого Чорного моря та з Карпат, направляючись у північні землі Волині. Біля цього злачного місця діяв і постоялий двір для перепочинку чумацьких валок.
У 1939 році з окупацією села Червоною армією і встановленням радянської влади, пана Неймана заарештували, а його майно роздали найбіднішим з селян. Дружина й діти останнього у війну перебралися до Польщі. Тоді ж люди розібрали маєток, зрізали дерева в парку та саду. Те, що залишилося, при наступі Червоної армії, доруйнували солдати, використавши деревину для будівництва бліндажів в окопах вздовж Горині. Для цього вони розібрали і млина, вирубали рештки колишнього лісу в урочищі Гайок. На краю того місця зведені (1985 р.) очисні споруди Гощі.
За панської Польщі в центрі села стояла школа і кузня. Так, що Чудниця загалом за насиченням різних послуг та виробництв виглядала непогано. Життєвий рівень населення також утримувався на задовільній межі. Були й бідняки — це ті, в кого не вистачало поля, не мали здоров'я. Такі найчастіше виступали проти режиму, входили у різні політичні спілки та партії. Активно діяли осередок товариства «Просвіта», партії ОУН та КПЗУ. Їх переслідувала поліція. У 1937—1938 роках кілька комуністів села перебралися за кордон на територію Радянської України. Більшовицька влада частину з них повернула назад до Чудниці, аби тут продовжували боротьбу проти поляків, а деяких там же судила як зрадників і відправляла на довгі роки до тюрем Сибіру. Більше їх ніхто у селі не бачив.
Восени 1939 року школу перевели у залишений панський маєток, а в роки війни у старому її приміщенні створили православну церкву. Тут службу Божу правили вчитель — священик Петро Герасимчук та дяк Максим Бенедюк. Цю церкву радянська влада закрила у 1951 році.
Неспокійно було у Чудниці під час німецької окупації. Адже тут діяло добре організоване антифашистське підпілля. Воно зародилося під рукою сотника УПА Дмитра Шевчука на псевдонім Очмана, сім'ю якого за доносом провокаторки німці знищили влітку 1941 року. Тож під ними і горіла земля.
Село від німців звільнили підрозділи Червоної армії 19 січня 1944 року. Проте неспокій ще довго не улягався через акції сталінських каральних органів, котрі виловлювали учасників антинімецького підпілля та їх прихильників, наборами молодих і дужих чоловіків та хлопців на війну з німцями і японцями. А невдовзі розпочалися акції залучення населення до колгоспу. Перше таке господарство у Чудниці було створене весною 1940 року, де головував Іван Володько. Поновлено таку ж артіль 1949 року, її спершу очолив Фадей Марчук, а потім — Василь Подобайло, Борис Музичук.
З 40 людей, забраних у березні 1944 року на війну, 23 хлопців заарештували згодом у Харкові радянські спецслужби. Після цього їх судили за зв'язки з підпільними загонами УПА. Велика частина з них так і не повернулася до рідного села.
Після об'єднання Чудниці з сусідніми селами, колгоспом імені Горького з 1959 по 1982 роки керував Юрій Тальчук. Двір господарства розрісся на тому місці, де був колись панський маєток. Поруч посаджено 22 гектари саду. У 1982 році головою колгоспу селяни обрали Миколу Поліщука. За його участю оновлено господарство, примножені багатства.
Починаючи з 1996 року розпайовано землі колгоспу між трудівниками і створено у 1997 році пайгосп «Мир». А через кілька років це господарство реформовано в приватну агрофірму «Мир». Це чи не єдине з усіх нових сільськогосподарських утворень району, де не зруйновано попередню матеріально-технічну базу села, примножено її, заодно збережено робочі місця для селян.
У Чудниці безперебійно функціонують комплекс «Школа — дитячий садок» (у новому приміщенні з 1992 року), будинок культури, бібліотека, фельдшерсько-акушерський пункт. Далеко за межами області відомий народний аматорський хор «Барви» агрофірми «Мир», учасник та дипломант багатьох міжнародних та всеукраїнських пісенних конкурсів і фестивалів. За роки незалежності України з допомогою агрофірми «Мир» зведено церкву. З 2001 року село газифіковане.
Тут же знаходиться і центральна садиба приватно-орендного сільгосппідприємства, хоча центр сільської ради, до якої належить село Чудниця за адміністративно-територіальним поділом, знаходиться у Красносіллі.
12 червня 2020 року, відповідно до розпорядження Кабінету Міністрів України № 722-р від «Про визначення адміністративних центрів та затвердження територій територіальних громад Рівненської області», увійшло до складу Гощанської селищної громади.

19 липня 2020 року, в результаті адміністративно-територіальної реформи та ліквідації Гощанського району, село увійшло до складу новоутвореного Рівненського району.

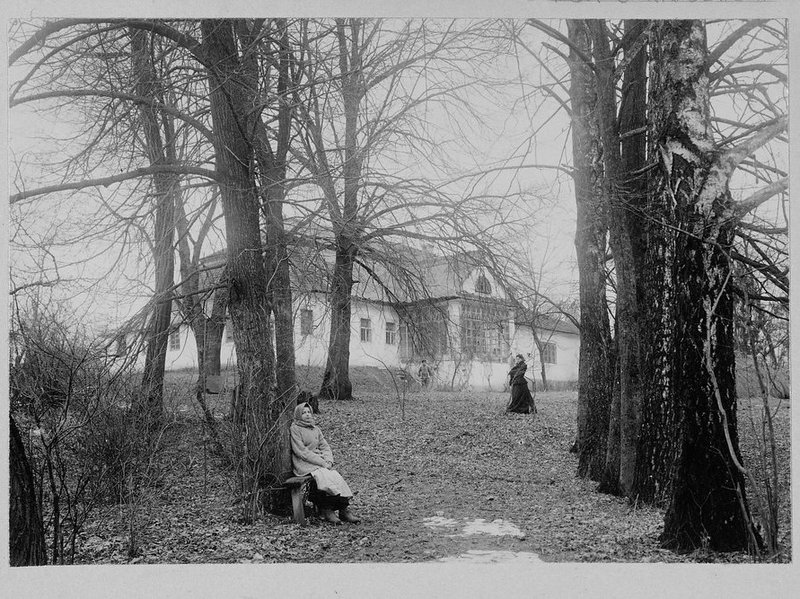
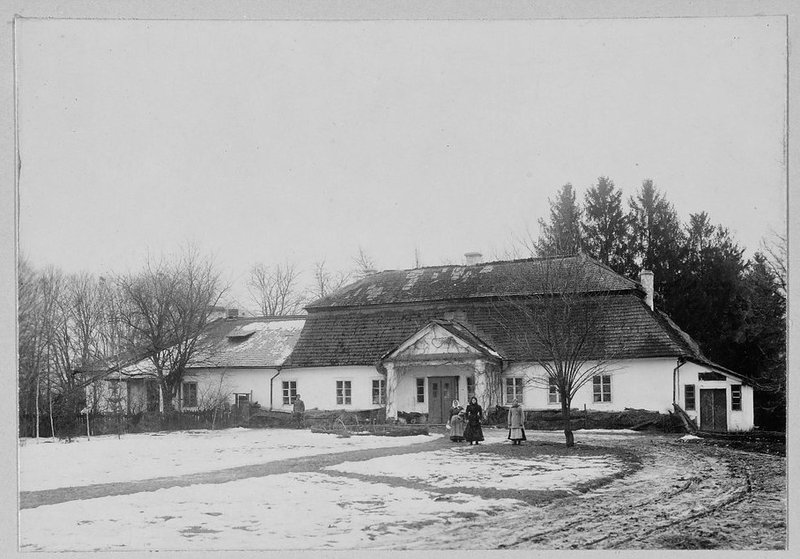

## Населення

### Мова
Розподіл населення за рідною мовою за даними перепису 2001 року:
| Мова       | Кількість | Відсоток |
| ---------- | --------- | -------- |
| українська | 593       | 98.51%   |
| білоруська | 4         | 0.67%    |
| російська  | 3         | 0.50%    |
| вірменська | 2         | 0.32%    |
| Усього     | 602       | 100%     |

## Відомі люди
- Шевчук Дмитро Несторович — сотенний УПА, який командував сотнею «Очмани»
- Матвійчук Максим Тарасович (MaxPersiano) — артист, репер, бітмейкер, автор багатьох пісень